# Vardanidzor
Vardanidzor (en arménien Վարդանիձոր) est une communauté rurale du marz de Syunik en Arménie. Comprenant également les localités d'Aygedzor et Tkhkut, elle compte 294 habitants en 2011.

## Géographie

### Situation
Vardanidzor est située à 11 km de la ville de Meghri et à 67 km de Kapan, la capitale régionale.

### Topographie
L'altitude moyenne de Vardanidzor est de 1 050 m.

### Hydrographie
Vardanidzor est traversée par la rivière Meghri.

### Territoire
La communauté couvre 9 312 hectares, dont :
- 5 176 ha de terrains agricoles ;
- 20 ha de terrains industriels ;
- 16 ha alloués aux infrastructures énergétiques, de transport, de communication, etc. ;
- 4 002 ha d'aires protégées ;
- 7 ha d'eau[3].

## Politique
Le maire (ou plus correctement le chef de la communauté) de Vardanidzor est depuis 2006 Albert Beklaryan, membre du Parti républicain d'Arménie.
| Début | Fin      | Nom              | Parti                       |
| ----- | -------- | ---------------- | --------------------------- |
| 2006  | 2010     | Albert Beklaryan | Parti républicain d'Arménie |
| 2010  | En cours | Albert Beklaryan | Parti républicain d'Arménie |

## Économie
L'économie de la communauté repose principalement sur l'agriculture.

## Démographie
| 2001 | 2008 | 2011 |
| ---- | ---- | ---- |
| 263  | 285  | 294  |